# Martí Llauradó i Torné
Martí Llauradó i Torné (Barcelona, 8 de gener de 1947) és un excantautor català, membre del grup Els Setze Jutges i fill de l'escultor Martí Llauradó i Mariscot.
Llauradó era estudiant de música quan va entrar a formar part dels Setze Jutges el 1965, com a desè "jutge". Va enregistrar només un parell de discos EP, encara que de gran interès. Era autor i intèrpret amb encerts estimables en la musicació de texts de poetes, concretament de Joan Salvat-Papasseit. La seva tasca com a cantautor va ser breu. Abandonà la cançó a finals dels anys seixanta, després d'alguns èxits entre el públic català, encara que sense una dedicació continuada. Posteriorment va ser publicista.
Joan Manuel Serrat inclou en el seu disc d'homenatge a la Nova Cançó Banda sonora d'un temps, d'un país una versió del poema de Joan Salvat-Papasseit musicat per Llauradó titulat "Venedor d'amor". Ja el 1977 Serrat havia enregistrat en el seu disc Res no és mesquí el tema "Pantalons llargs" amb música de Llauradó, una peça inèdita fins que Serrat l'enregistrà en el seu doble disc d'homenatge.
El 2007 va ser guardonat amb la Medalla d'Honor del Parlament de Catalunya en reconeixement de la seva tasca cultural realitzada als Setze Jutges.